# Staré Mesto (Bratislava)

Městská část v rámci Bratislavy

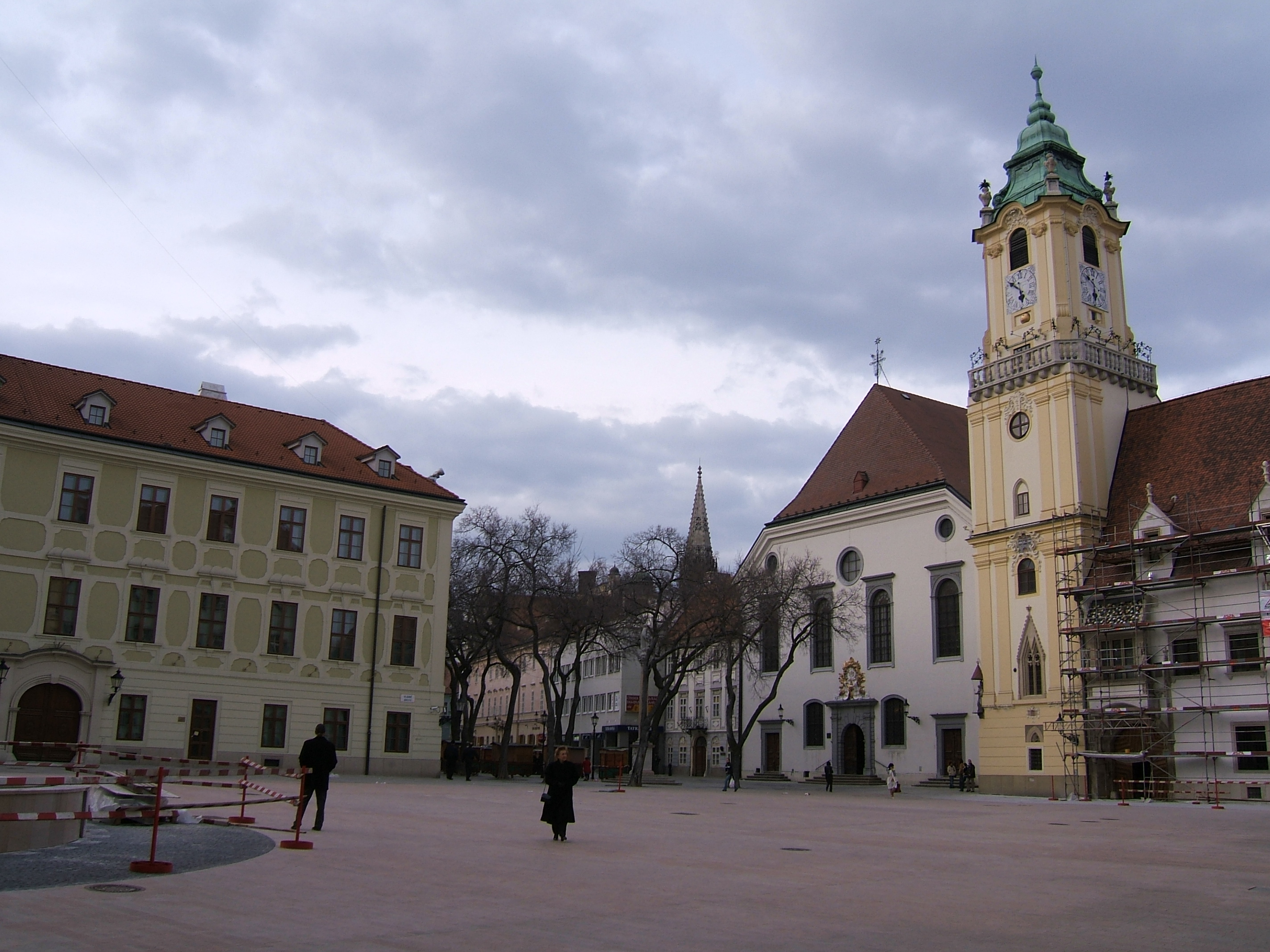
Náměstí s věží staré radnice vpravo

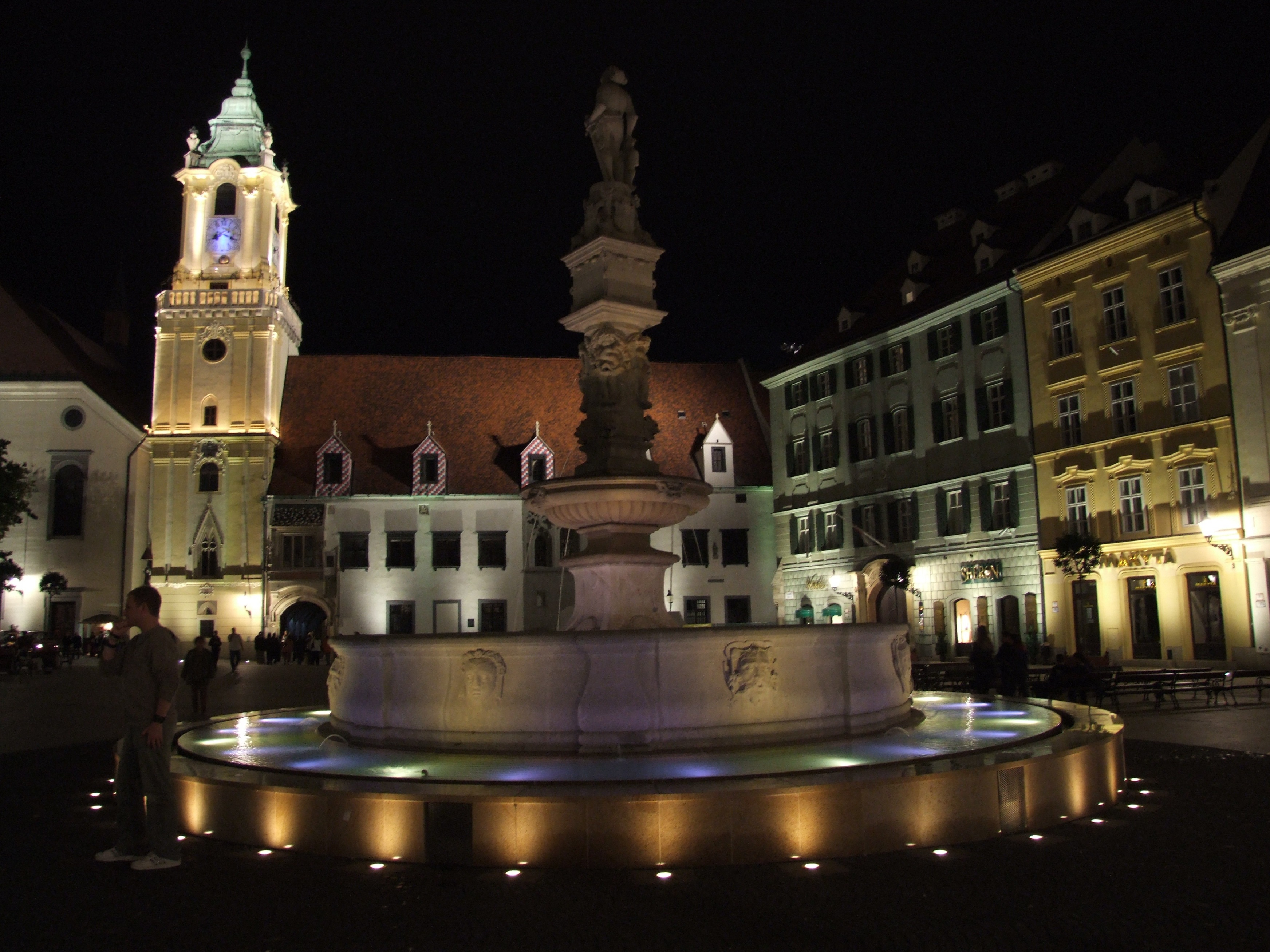
Stará radnice v noci

Staré Mesto je městská část slovenského hlavního města Bratislavy, ve které se nachází historické centrum města, nábřeží Dunaje a hradní vrch. Centrum města je městskou památkovou rezervací.
Jde o turisty nejnavštěvovanější část Bratislavy. Kromě historických památek je zde mnoho barů, restaurací, galerií, velvyslanectví, konzulátů a státních úřadů a institucí.

## Rozdělení
Jádro Starého Města tvoří historické centrum Bratislavy nacházející se mezi bývalými městskými hradbami. Staré Město lze rozdělit do čtyř oblastí, na „západní část“, „severní část“, „východní část“ a na „bratislavská nábřeží“.
Západní část se liší od jeho ostatních částí. Rozkládá se na vršcích malokarpatského predhůří, zastavěných hlavně vilovou zástavbou. Bratislavské vršky od jihu ohraničuje strmý svah svažující se k Dunaji. Podobně výrazná je i jejich západní hranice, kterou je Mlynská dolina. Severní ohraničení Bratislavských vršků tvoří dopravní komunikace využívající Lamačskú bránu, sníženinu jižní části Malých Karpat. Na východě tato bratislavská vilová oblast pozvolně klesá k Palisádám a historickému centru Bratislavy. Na plochém vrchu na jejím jihovýchodním okraji se nachází Bratislavský hrad. Na východních a jižních svazích hradního kopce se rozprostírá Bratislavské podhradí.

## Přírodní poměry
Na území Starého Města se nachází chráněné areály: Borovicový lesík, Bôrik, Horský park a Zeleň pri Vodárni.

## Pamětihodnosti

### Paláce
- Aspremontův letní palác
- Bankovní palác Tatra banky
- Erdödyho palác
- Esterházyho palác
- Grasalkovičův palác
- Mirbachův palác
- Palác Leopolda de Pauli
- Pálffyho palác
- Primaciální palác
- Zičiho palác

### Další pamětihodnosti
- Katedrála svatého Martina
- budova starého Slovenského národního divadla, ve které účinkuje balet a opera
- Michalská brána
- Kostel Zvěstování Páně (Bratislava)
- Dům U dobrého pastiera
- Stará radnice

Na hradním vrchu se vypíná Bratislavský hrad a památník Slavín.

## Partnerská města
- Olomouc, Česko